# 雷蒙德·斯穆里安
雷蒙·梅里儿·思木里安（英語：Raymond Smullyan，1919年5月25日—2017年2月6日）出生于纽约皇后区的远洛克威，2017年2月6日逝世于纽约市，是一位美国数学家，逻辑学家，哲学家，魔术师和钢琴家，著有多部有关逻辑和哲学的科普书籍。

## 生平
思木里安出生于纽约皇后区洛克威半岛，中学期间辍学。退学后，他接受了专业的钢琴培训并于芝加哥罗斯福学院担任钢琴教师。但不幸的是，右臂肌腱炎使他不得不放弃了专业钢琴教师生涯而转向数学。在换了一所大学后，他进入芝加哥大学学习，在此期间，思木里安为了赚学费，在俱乐部中以魔术师的身份打工，后终于在1955年拿到数学专业本科学位。1959年，他在普林斯顿大学完成了他的数学博士研究，以题为正式系统理论的论文获得了阿隆佐·邱奇教授的博士学位。自1961年以来，思木里安陆续在普林斯顿大学、犹太大学和纽约城市大学教授数学和逻辑学。1982年退休后，他被任命为印第安纳大学哲学系名誉教授。

## 轶事
罗纳德斯穆里安和他老婆相识于大学期间，为了接近他老婆，他对他老婆说：“你好，我将会在纸上写一句关于你的话，你看完如果觉得我说的对，那么请你送给我一张你的照片可以吗？”
他老婆答应了他的请求，结果发现纸上写的是“你不会亲吻我，也不想把你的照片给我”